# Podkostelní mlýn
Podkostelní mlýn v Nové Vsi nad Popelkou v okrese Semily je vodní mlýn, jehož ruiny stojí na říčce Popelka. V letech 1958–2021 byl chráněn jako nemovitá kulturní památka České republiky.

## Historie
Mlýn je zaznamenán roku 1590 při prodeji mlynářem Havlem. Roku 1624 potvrdila Eliška Žerotínská z Valdštejna na Lomnici Kateřině Tuhaňské ze Strašína starší privilegium z roku 1607, ve kterém je tento mlýn osvobozen od všech platů a povinností. Roku 1644 koupil mlýn purkrabí Jan Kalenský "k ruce" Emilii Valdštejnské, rozené ze Žerotína. V letech 1689–1754 byl mlýn v držení rodu Vlčků. Při směně roku 1761 se uvádí vybavení mlýna o jednom složení. Koncem 18. století byl už mlýn o dvou složeních.
Před první světovou válkou prošel mlýn dražbou a podíly byly ve vlastnictví více majitelů. Roku 1924 koupil mlýn o jednom složení s vodním kolem na svrchní vodu za necelých 50 tisíc Kč Rudolf Novotný. Jeho syn koupil větší mlýn ve Slezsku a vzal s sebou stroje; zbylí členové rodiny zůstali a tkalcovali na čtyřech mechanických stavech.
Mlýn byl na oficiálním Seznamu vodních děl veden jako mlýn, ale již koncem 20. let 20. století se něm hovořilo pouze jako o bývalém mlýně. Později celý objekt zchátral; stojí pouze obytná budova vedle mlýna.

## Popis
Voda na vodní kolo vedla náhonem. V roce 1930 zde bylo 1 kolo na svrchní vodu (průtok 0,1 m³/s, spád 4,5 m, výkon 4 k). Mlýn měl také Francisovu turbínu.